# Khor Dubaï
 (avril 2025).
Le Khor Dubaï (en arabe : خور دبي, Khawr Dubayy, littéralement en français « Rivière de Dubaï ») est un bras de mer se trouvant à Dubaï, aux Émirats arabes unis.

## Géographie

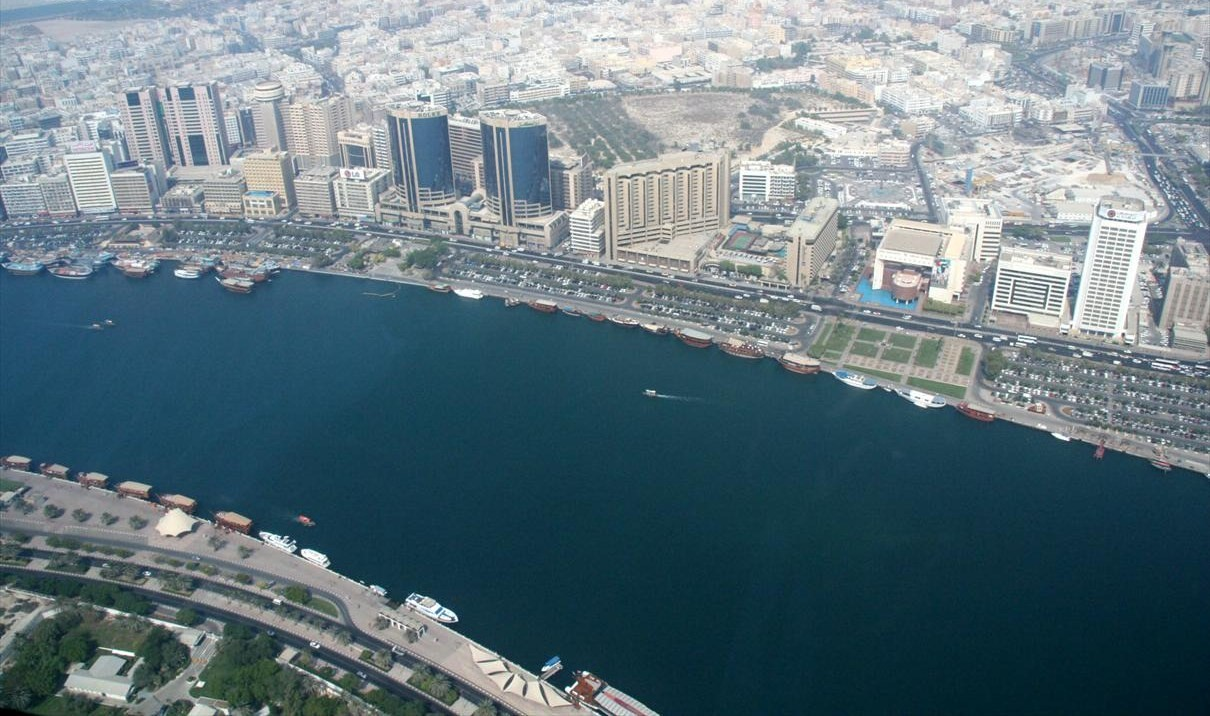
Vue aérienne du Khor Dubaï et du Rigga Al Buteen à Deira.

Émanant du golfe Persique, puis pénétrant dans le désert sur environ quinze kilomètres, il constitue un port naturel. Sa largeur est de 115 mètres à son embouchure, tandis à son extrémité opposée à l'intérieur des terres, celle-ci est de 1 400 mètres. Ce dernier endroit est devenu un sanctuaire pour la préservation des 20 000 oiseaux migrateurs qui y nichent, baptisé Ras Al Khor Wildlife Sanctuary.
Traditionnellement, elle partage la capitale de l'émirat de Dubaï en deux parties : Deira sur la rive orientale et Bur Dubaï sur sa rive occidentale.

## Histoire

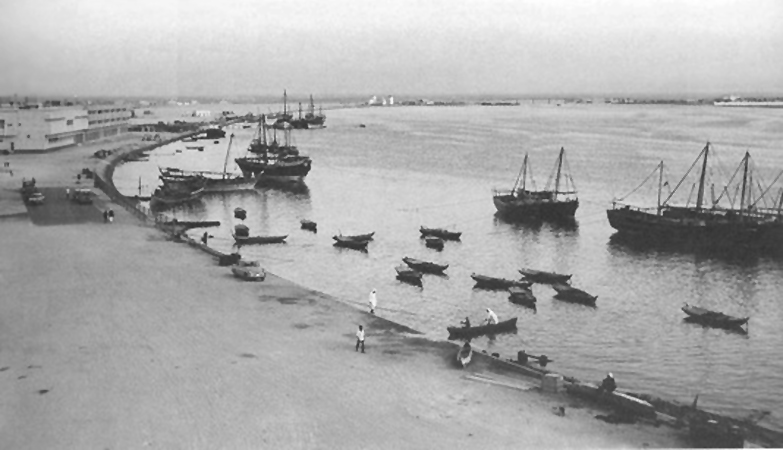
Le Khor Dubaï en 1964.

À l'origine, il servait de refuge pour les pécheurs et les plongeurs pêcheurs de perles. Mais l'arrivée des marchands et des marins provoqua une telle augmentation du trafic maritime que le Khor devint un port permanent.
Cependant, au début du XXe siècle, le cours d'eau ne put supporter la croissance du trafic, que seuls les boutres purent y naviguer rétrogradant le Khor comme port mineur. Grâce à des dragages successifs, notamment durant les années 1960-1970, ainsi des aménagements des plages qui la bordent en quais de chargement et déchargement, permettent aux navires affectés au transport local et caboteurs allant jusqu'à environ 500 tonnes de pouvoir mouiller dans la rivière.

## Franchissements
- par quatre ponts : 
  - le pont Al Maktoum
  - le pont flottant (temporaire, il est projeté de le remplacer par le  pont Dubai Smile)
  - le pont Al Garhoud
  - le pont Business Bay.
- par trois tunnels :
  - le tunnel Al Shindagha
  - les 2 lignes, « rouge » et « verte », du métro de Dubaï.

Un sixième franchissement routier, le pont Cheïkh Rashid bin Saeed actuellement en construction, doit être inauguré en 2012.

## Galerie

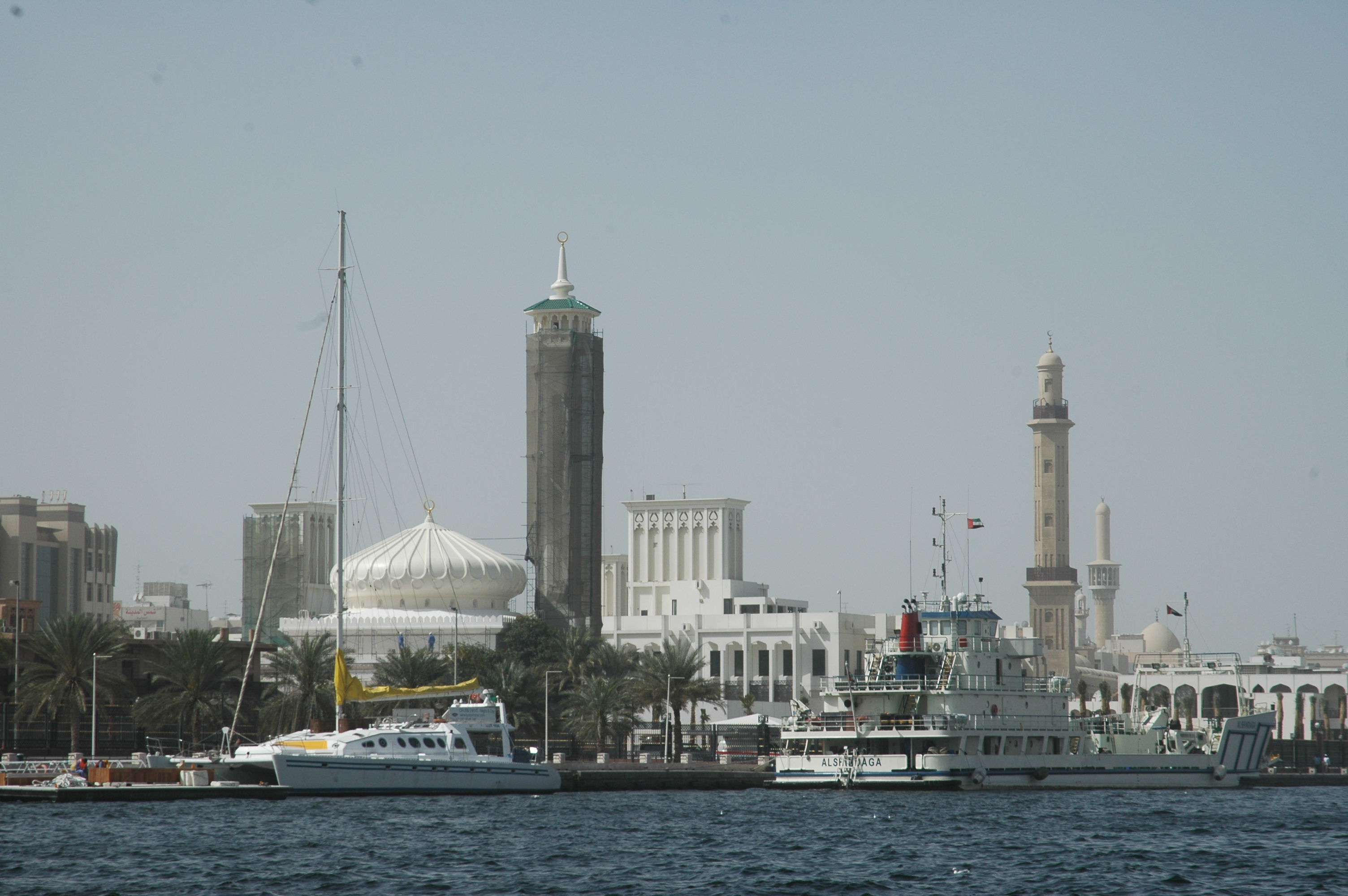
Paysage urbain le long du Khor.
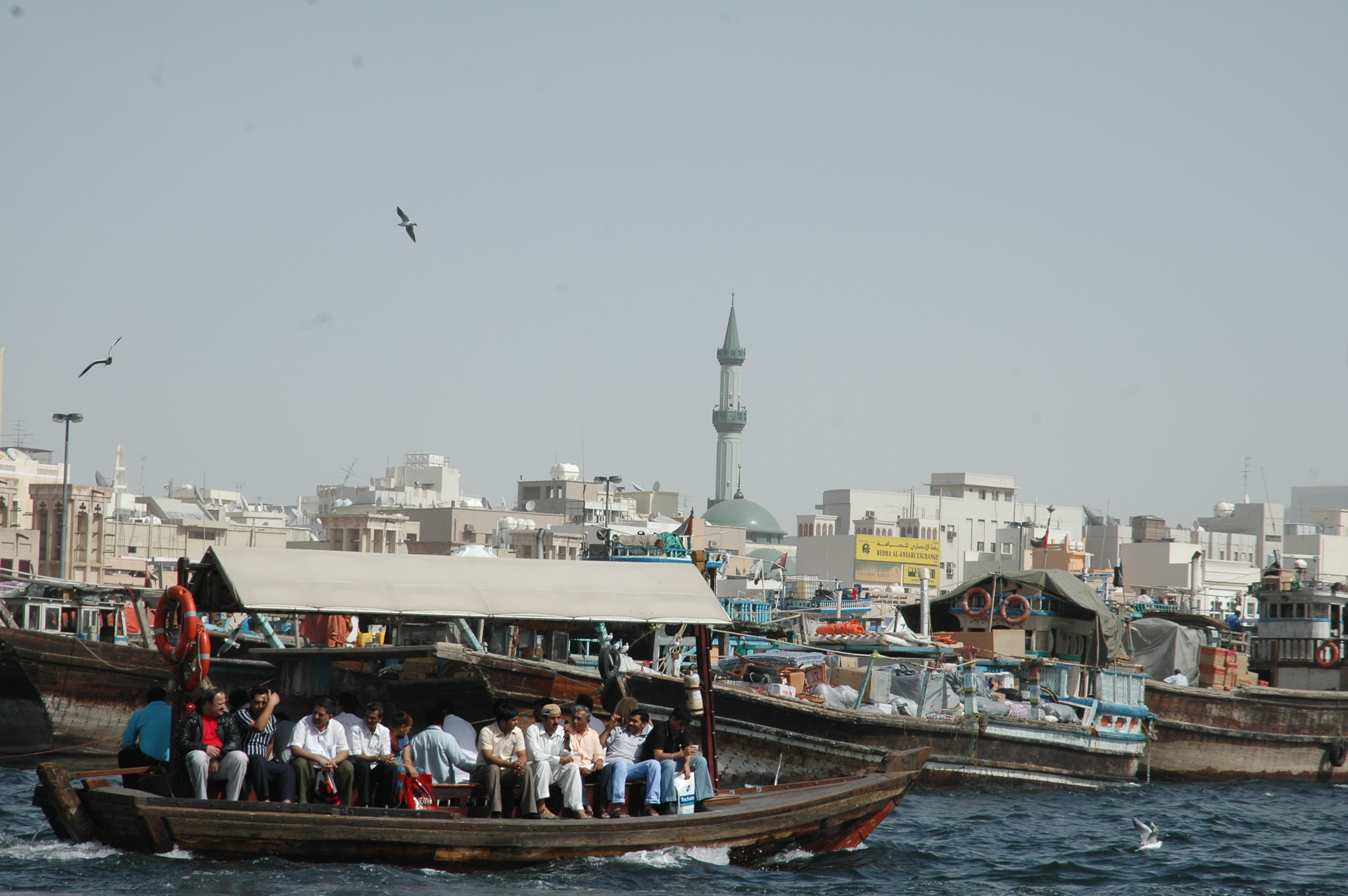
Boutres sur le Khor.